# Унанян, Размик Вачаганович
Размик Вачаганович Унанян (род. 5 февраля 1994 года) — российский тяжелоатлет, призёр чемпионата Европы (2014). Мастер спорта России международного класса (2013).

## Спортивная карьера
В 2011 году стал чемпионом мира среди юношей. В мае 2013 года стал чемпионом мира среди юниоров (до 20 лет), а в сентябре того же года в Таллине выиграл чемпионат Европы в той же возрастной категории.
В апреле 2014 года завоевал бронзу чемпионата Европы среди мужчин в Тель-Авиве. В октябре 2015 года завоевал золото Первенства Европы среди молодежи до 23-х лет в Клайпеде (Литва) 

### Результаты выступлений
| Год  | Соревнование                   | Место проведения | Весовая категория | Рывок    | Толчок   | Сумма двоеборья | Место |
| 2011 | Чемпионат мира среди юношей    | Лима             | до 69 кг          | 126.0 кг | 162.0 кг | 288.0 кг        | 1     |
| 2012 | Чемпионат Европы среди юниоров | Эйлат            | до 77 кг          | 150.0 кг | 185.0 кг | 335.0 кг        | 2     |
| 2013 | Чемпионат мира среди юниоров   | Лима             | до 77 кг          | 153.0 кг | 192.0 кг | 345.0 кг        | 1     |
| 2013 | Чемпионат Европы среди юниоров | Таллин           | до 77 кг          | 146.0 кг | 183.0 кг | 329.0 кг        | 1     |
| 2014 | Чемпионат Европы               | Тель-Авив        | до 77 кг          | 152.0 кг | 192.0 кг | 344.0 кг        | 3     |
| 2015 | Чемпионат России               | Старый Оскол     | до 77 кг          | 156.0 кг | 182.0 кг | 338.0 кг        | 2     |